# Kuźnia Raciborska (gmina)
Pour les articles homonymes, voir Kuźnia Raciborska (homonymie).
La gmina de Kuźnia Raciborska est une commune urbaine-rurale de la voïvodie de Silésie et du powiat de Racibórz. Elle s'étend sur 126,84 km2 et comptait 12 165 habitants en 2006. Son siège est la ville de Kuźnia Raciborska qui se situe à environ 16 kilomètres au nord de Racibórz et à 50 kilomètres à l'ouest de Katowice.

## Villages
Hormis la ville de Kuźnia Raciborska, la gmina de Kuźnia Raciborska comprend les villages et localités de Budziska, Jankowice, Ruda, Ruda Kozielska, Rudy, Siedliska et Turze.

## Villes et gminy voisines
La gmina de Kuźnia Raciborska est voisine de la ville de Rybnik et des gminy de Bierawa, Cisek, Lyski, Nędza, Pilchowice, Rudnik et Sośnicowice.